# Limnichomorphus curtulus
Limnichomorphus curtulus är en skalbaggsart som beskrevs av Maurice Pic 1922. Limnichomorphus curtulus ingår i släktet Limnichomorphus och familjen lerstrandbaggar. Inga underarter finns listade i Catalogue of Life.